# Associazione Calcio Boca San Lazzaro
L'Associazione Calcio Boca San Lazzaro, comunemente nota come Boca San Lazzaro, è stata una società calcistica italiana attiva dal 1998 al 2009 e avente sede a San Lazzaro di Savena. Ha disputato nove campionati di Serie D e uno di Serie C2.
Il Boca San Lazzaro fu il risultato di successive fusioni tra squadre della Provincia di Bologna, dapprima tra l'Iperzola di Zola Predosa e il F.C. San Lazzaro nell'A.C. Felsina San Lazzaro, e in seguito nel 2002 di questa con il Bo.Ca. di Bologna nel succitato Boca San Lazzaro. I colori sociali della compagine sono stati il bianco e azzurro come Felsina San Lazzaro, e il giallo e rosso come Boca San Lazzaro in quanto colori del Bo.Ca. Il titolo sportivo è sempre stato quello dell'Iperzola.
Le fusioni riguardarono solo la prima squadra, mentre le società coinvolte, che disponevano di vivai di consolidata tradizione, mantennero per i settori giovanili le attività autonome e le rispettive ubicazioni. Tra esse, l'AC Bo.Ca. cessò definitivamente l'attività sportiva nel 2020, a causa degli effetti della pandemia di COVID-19.

## Storia

### Il Felsina San Lazzaro
Il Football Club San Lazzaro, club di San Lazzaro di Savena, comune alle porte di Bologna, fu fondato nel 1920 e porta i colori bianco e verde, mutuati dello stemma cittadino. Il club conta nella sua storia diverse partecipazioni al campionato interregionale, la prima delle quali nella stagione 1950-1951.
All'altro capo della città felsinea, nel paese satellite di Zola Predosa, nacque nel 1991 la "Società Sportiva Ponteroncariale", fusione di due compagini rappresentative le frazioni del comune: il Ponte Ronca e il Riale. Alla nuova società venne poi aggiunto, per ragioni di sponsor, il nome di "Iperzola", che era allora un grande magazzino situato nel territorio comunale. 
Essendo il campo di Ponte Ronca inadeguato alla C2, nel 1996 l'Iperzola si trasferisce a San Lazzaro di Savena, nel cui territorio si trova lo stadio Kennedy, decisamente più capiente e quindi adatto ad ospitare le partite di un campionato professionistico. Dopo due anni tra i professionisti la squadra torna in serie D, e nel 1998, per riportarla tra i professionisti si decide di unire le forze con la squadra storica della città sul Savena: dalla fusione di Iperzola e FC San Lazzaro nasce quindi l'A.C. Felsina San Lazzaro. Il nome scelto, che è l'antico nome etrusco di Bologna, rivela l'ambizioso progetto di presentarsi, pur giocando a San Lazzaro, come seconda squadra del capoluogo.
Il primo presidente del Felsina è Pio Vittorio Ferretti. Nei primi anni in Serie D, sotto la guida tecnica prima di Tarroni, poi di Regno e infine di Fabio Poli, il club bianco-verde lancia diversi giovani nel calcio professionistico. Dopo quattro campionati con buoni posizionamenti nel girone C dell'interregionale, nel 2002 il Felsina si fonde con un'altra storica compagine locale, il "Bo.Ca. Ba.Sca. Galliera", in Emilia conosciuto come "Boca"; stavolta il risultato dell'unione, riguardante solo le prime squadre, è l'A.C. Boca San Lazzaro s.r.l.. Al settimo campionato di fila in Serie D (il quarto come Boca San Lazzaro), con l'allenatore Bardi il Boca San Lazzaro ottiene il primo posto del girone e la promozione in serie C2 staccando di due punti il Castellarano secondo classificato, pur dopo aver subito una flessione nel mezzo della stagione.
Nel girone B di C2 la formazione, nonostante un gioco giudicato divertente, racimola pochi punti; a causa del preoccupante posizionamento in classifica viene esonerato mister Bardi e prende il suo posto Claudio Testoni. Classificatisi quintultimi, i giallorossi disputano i play-out contro il Sansovino col vantaggio del miglior posizionamento in classifica, ma perdono il doppio confronto a seguito della sconfitta 3-1 in Toscana e della vittoria per solo 1-0 a San Lazzaro nel ritorno. A seguito della retrocessione in serie D viene deciso di smantellare buona parte della rosa per puntare sui giovani. Alla guida della squadra torna Boschin, ma al termine del campionato si retrocede ancora, passando in due anni dalla serie C2 all'Eccellenza.

### L'AC BoCa
Il BoCa, più precisamente "Associazione Calcio Bo.Ca.", è una storica squadra di quartiere bolognese. Sebbene il riferimento al celebre Boca Juniors di Buenos Aires non sia forse del tutto casuale, il suo nome è in realtà l'acronimo di Bolognina e Casaralta, due quartieri di origine operaia situati a ridosso della Stazione Centrale, nella zona settentrionale di Bologna. Nella sua storia composita, iniziata nel 1966, il Boca è stato protagonista di varie fusioni con altre compagini della zona, riuscendo però a mantenere sempre un forte radicamento territoriale, oltre alla tradizionale divisa a strisce verticali giallo-rosse. 
La politica delle fusioni e la ricerca di un maggiore seguito di pubblico portarono, alla fine degli anni novanta, la prima squadra a Granarolo dell'Emilia.
Infine, dopo la promozione in Serie D nel 2001 e il conseguente campionato disputato a San Pietro in Casale come "Bo.Ca. Ba.Sca. Galliera", al termine della stagione 2001-2002 avvenne la succitata fusione tra Felsina San Lazzaro e BoCa. La compagine mantenne i colori giallorossi del BoCa, utilizzando il Kennedy di San Lazzaro per le gare interne. Lo stemma della società riprendeva nel disegno quello del F.C. San Lazzaro, riadattato ai nuovi colori sociali con l'aggiunta del leone bochista. Fino al 2002 il Boca aveva disputato 4 campionati di Serie D.
La fusione riguardò però solo la prima squadra, e sia l'AC Boca che il FC San Lazzaro mantennero le rispettive scuole calcio. Per quanto riguarda l'AC Boca, perso ormai ogni legame con la compagine sanlazzarese, e rimasto in questo modo senza prima squadra, operò nel 2007 l'ennesima fusione (a livello di giovanili), questa volta con l'Atletico Van Goof, squadra nata dalla creatività di Fabio Fazio e Marino Bartoletti nell'ambito del programma televisivo Quelli che... il calcio, e impegnata nel campionato di Promozione.

### L'ultimo trasferimento a Vignola e lo scioglimento
Nel 2009 la politica societaria genera un'altra fusione con l'acquisto dei diritti dell'A.C. Dorando Pietri di Carpi, appena promossa in Serie D; la società aveva infatti scelto di unirsi con la più importante squadra concittadina, il Carpi Football Club 1909. Siccome il regolamento della Serie D vieta di trasferire il titolo sportivo in una provincia diversa da quella in cui è stato conquistato, il Boca è costretto a fondersi con una squadra modenese, la Vignolese di Prima Categoria. Nasce dunque il "Boca Pietri Carpi" (A.S.D. Boca Pietri), che disputa il campionato di Serie D 2009-2010 a Vignola, colori sociali rosso e verde e pertanto in predicato di cambiare denominazione in Boca Pietri Vignolese l'anno seguente.
Il titolo vacante in Eccellenza ha permesso a un nuovo Boca San Lazzaro di prendere parte al campionato regionale; la squadra però viene ritirata dopo sette giornate e poi sciolta.
Nel 2020 il Bo.Ca., che aveva fino ad allora mantenuto la scuola calcio, cessa l'attività per gli effetti della pandemia di COVID-19.

## Palmarès

### Competizioni interregionali
- Serie D: 1

2005-2006 (girone C)